# Lydellina frontalis
Lydellina frontalis är en tvåvingeart som beskrevs av Louis-Paul Mesnil 1970. Lydellina frontalis ingår i släktet Lydellina och familjen parasitflugor.
Artens utbredningsområde är Ghana. Inga underarter finns listade i Catalogue of Life.